# Interstate 55 (Louisiane)
L'Interstate 55 en Louisiane est un segment de l'Interstate 55, une autoroute inter-États américaine qui relie Chicago (Illinois) à La Nouvelle-Orléans (Louisiane). Situé dans la partie Sud-Est de l'État et orienté en direction nord-sud, il suit un itinéraire de 65,81 miles (105,91 km), quasi parallèle à l'ancien tracé de l'U.S. Route 51 (en) depuis le terminus sud de l'Interstate 10 (en) à LaPlace jusqu'à la limite du Mississippi au nord de Kentwood. Il traverse la ville de Hammond, où il croise l'Interstate 12 et la U.S. Route 190, qui s'étendent toutes deux d'ouest en est. L'Interstate 55 dessert également les villes de Ponchatoula, d'Amite et de Kentwood.
Les 23 miles 37 km de l'I-55 les plus au sud passent entre le lac Pontchartrain et le lac Maurepas ; ils se trouvent sur le pont du marais de Manchac, qui est l'un des ponts les plus longs du monde.

## Histoire
En avril 2010, le magazine Reader's Digest classe l'Interstate 55 en Louisiane parmi les sept routes de plus mauvaise qualité aux États-Unis. Construite en béton dès le milieu des années 1960, la chaussée s'est détériorée au point de devoir être rénovée en 1989–1990 ; mais de nombreuses irrégularités persistent. En 2010–2011, l'État louisianais fait retirer la majeure partie du béton de la chaussée de l'I-55 entre Panchatoula et la limite avec le Mississippi afin de le remplacer par de l'asphalte,.

## Liste des sorties
| Liste des échangeurs de l'Interstate 55 en Louisiane                                 | Liste des échangeurs de l'Interstate 55 en Louisiane | Liste des échangeurs de l'Interstate 55 en Louisiane | Liste des échangeurs de l'Interstate 55 en Louisiane | Liste des échangeurs de l'Interstate 55 en Louisiane | Liste des échangeurs de l'Interstate 55 en Louisiane | Liste des échangeurs de l'Interstate 55 en Louisiane                                                           |                                            |
| Paroisse                                                                             | Localité                                             | Mile                                                 | Km                                                   | #                                                    | Intersection / Destinations                          | Notes |                                            |
| ------------------------------------------------------------------------------------ | ---------------------------------------------------- | ---------------------------------------------------- | ---------------------------------------------------- | ---------------------------------------------------- | ---------------------------------------------------- | --- | ------------------------------------------ |
| Saint-Jean-Baptiste                                                                  | LaPlace                                              | 0,00                                                 | 0,00                                                 | –                                                    | I-10 est — La Nouvelle-Orléans                       | Terminus sud ; entrée en direction du nord et sortie en direction du sud ; sortie 210 de l'I-10                |                                            |
| Saint-Jean-Baptiste                                                                  | LaPlace                                              |                                                      | 0,2                                                  | 0,32                                                 | Extrémité sud du pont du marais de Manchac           | Extrémité sud du pont du marais de Manchac                                                                     | Extrémité sud du pont du marais de Manchac |
| Saint-Jean-Baptiste                                                                  |                                                      | 0,8–1,0                                              | 1,3–1,6                                              | 1                                                    | U.S. Route 51 à I-10 — Bâton-Rouge, LaPlace          | Extrémité sud du suivi parallèle du tracé de l'US 51 ; entrée en direction du nord, sortie en direction du sud |                                            |
| Saint-Jean-Baptiste                                                                  | Ruddock                                              | 7,6–8,2                                              | 12,2–13,2                                            | 7                                                    | Ruddock                                              | |                                            |
| Limite Saint-Jean-Baptiste–Tangipahoa                                                | Limite Galva–Akers                                   | 14,4–15,2                                            | 23,2–24,5                                            | Pont sur la passe Manchac                            | Pont sur la passe Manchac                            | Pont sur la passe Manchac                                                                                      |                                            |
| Tangipahoa                                                                           | Manchac                                              | 15,3–15,9                                            | 24,6–25,6                                            | 15                                                   | Manchac                                              | |                                            |
| Tangipahoa                                                                           |                                                      | 23,0                                                 | 37,0                                                 | Extrémité sud du pont du marais de Manchac           | Extrémité sud du pont du marais de Manchac           | Extrémité sud du pont du marais de Manchac                                                                     |                                            |
| Tangipahoa                                                                           |                                                      | 23,1                                                 | 37,2                                                 | 22                                                   | Frontage Road                                        | Entrée en direction du nord et sortie en direction du sud                                                      |                                            |
| Tangipahoa                                                                           |                                                      | 23,5–24,0                                            | 37,8–38,6                                            | –                                                    | US 51 Bus. — Ponchatoula                             | Terminus sud de l'US 51 Bus.                                                                                   |                                            |
| Tangipahoa                                                                           | Ponchatoula                                          | 25,9–26,5                                            | 41,7–42,6                                            | 26                                                   | LA 22 — Ponchatoula, Springfield                     | |                                            |
| Tangipahoa                                                                           | Hammond                                              | 28,4–28,9                                            | 45.7–46,5                                            | 28                                                   | US 51 nord — Hammond                                 | Extrémité nord du suivi parallèle du tracé de l'US 51                                                          |                                            |
| Tangipahoa                                                                           | Hammond                                              | 29,3–29,8                                            | 47,2–48,0                                            | 29                                                   | I-12 — Slidell, Bâton-Rouge                          | Nommée sortie 29A sur l'I-12 est et 29B sur l'I-12 ouest ; sortie 38 sur l'I-12                                |                                            |
| Tangipahoa                                                                           | Hammond                                              | 31,2–31,4                                            | 50,2–50,5                                            | 31                                                   | US 190 — Albany, Hammond                             | |                                            |
| Tangipahoa                                                                           |                                                      | 32,2–32,7                                            | 51,8–52,6                                            | 32                                                   | LA 3234 (University Avenue) / Wardline Road          | Terminus ouest de la LA 3234                                                                                   |                                            |
| Tangipahoa                                                                           | Tickfaw                                              | 36,3–36,7                                            | 58,4–59,1                                            | 36                                                   | LA 442 — Tickfaw                                     | |                                            |
| Tangipahoa                                                                           | Independence                                         | 40,9–41,3                                            | 65,8–66,5                                            | 40                                                   | LA 40 —Independence                                  | |                                            |
| Tangipahoa                                                                           | Amite                                                | 46,9–47,3                                            | 75,5–76,1                                            | 46                                                   | LA 16 — Montpelier, Amite                            | |                                            |
| Tangipahoa                                                                           |                                                      | 50,6–51,1                                            | 81,4–82,2                                            | 50                                                   | LA 1048 — Arcola, Roseland                           | |                                            |
| Tangipahoa                                                                           |                                                      | 53,7–54,1                                            | 86,4–87,1                                            | 53                                                   | LA 10 — Greensburg, Fluker                           | |                                            |
| Tangipahoa                                                                           |                                                      | 56,9–57,4                                            | 91,6–92,4                                            | 57                                                   | LA 440 — Tangipahoa                                  | |                                            |
| Tangipahoa                                                                           | Kentwood                                             | 61,4–61,8                                            | 98,8–99,5                                            | 61                                                   | LA 38 — Liverpool, Kentwood                          | |                                            |
| Tangipahoa                                                                           |                                                      | 66,2                                                 | 106,5                                                | –                                                    | I-55 au Mississippi — Jackson                        | Fin du segment louisianais de l'I-55 ; prolongation au Mississippi                                             |                                            |
| Multiplex Échangeur incomplet Cours d'eau En Construction Péage Séparation des voies |                                                      |                                                      |                                                      |                                                      |                                                      | |                                            |